# Ula Tabari
Ula Tabari (en arabe علا طبري, autre orthographe : Ola Tabari), née en 1970 à Nazareth est une actrice, réalisatrice, directrice de casting et coach de comédiens et de dialogues palestinienne d'Israël née en 1970 à Nazareth. Elle vit à Paris depuis 1998.

## Biographie
Ula Tabari est née en 1970 à Nazareth. Elle est arabe israélienne, ou encore palestinienne « de l’intérieur », selon ses termes. Elle suit une formation en arts plastiques, puis commence sa carrière en tant que comédienne, et s’occupe aussi de programmation d’institutions culturelles à Nazareth, et d'animation d'émissions téléviisées,.
Elle se tourne vers le cinéma dans les années 1990, et devient notamment assistante d’Elia Suleiman, chargé du casting et jouant comme comédienne dans deux de ses films consacrés à l'identité palestinienne, Le Rêve arabe et Chronique d’une disparition. À partir de 1998, elle vit entre Paris et Nazareth. En 2002, tout en continuant comme actrice, elle réalise son premier long métrage, Enquête personnelle, un documentaire tourné à Nazareth et qui est aussi un journal introspectif.

## Filmographie

### Actrice
- 2018 : Tel Aviv on Fire de Sameh Zoabi : Sarah
- 2013 : La Belle Promise de Suha Arraf[4]
- 2013 : Villa Touma  de Suha Arraf : Violet
- 2012 : Héritage de Hiam Abbass : Zeinab
- 2005 : Munich de Steven Spielberg : une Palestinienne qui regarde la télévision
- 2003 : Les Visages de Christophe Loizillon (court métrage)
- 2002 : Ma caméra et moi de Christophe Loizillon (court métrage)
- 1998 : Le Rêve arabe d’Elia Suleiman (Eli, Eli, lama sabachthani?)
- 1996 : Chronique d'une disparition d’Elia Suleiman : Adan (comme Ula Tabari)

### Réalisatrice
- 2002 : Enquête personnelle, documentaire, 90 min, Beta numérique. ADR production, ZDF TV. France, Allemagne, Palestine.
- 2005 : Diaspora, court-métrage de fiction, 35 mm, 16 min. Eris & Nada production. France, Palestine, la Jordanie
- 2009 : Jinga48, documentaire, 76 min et deux épisodes télévisés (2 × 26 min). Produit par JCCTV Qatar-Palestine

### Assistante réalisation
- 2002 : Forget Baghdad: Jews and Arabs - The Iraqi Connection de Samir

### Directrice de casting
- 2011 : Le Cochon de Gaza de Sylvain Estibal (co-casting)
- 1996 : Chronique d'une disparition d’Elia Suleiman

### Traductrice
- 2011 : Croisades de Michel Azama, Théâtre du Soleil, Paris, jouée par la troupe du théâtre Majâz
- 2009 : P.O.V.

### Coach linguistique
- 2012 : Héritage de Hiam Abbass Paris-Haifa (Palestine/Israël)
- 2011 : Le Cochon de Gaza de Sylvain Estibal Paris-Malte
- 2010 : Parmi nous de Clément Cogitore Kazak production, Paris
- 2010 : Carlos d'Olivier Assayas Paris-Berlin
- 2006 : Quelques jours en septembre de Santiago Amigorena